# Larry Wade
Larry Wade (né le 22 novembre 1974 à Giddings) est un athlète américain spécialiste du 110 mètres haies.
Vainqueur des Championnats NCAA de 1998, il devient professionnel et signe un contrat avec la firme Nike. En 1999, Wade établit la meilleure performance de sa carrière sur 110 m haies en signant le temps de 13 s 01 lors du meeting de Lausanne. Il se classe ensuite troisième de la finale du Grand Prix de l'IAAF à Munich. En 2003, l'américain décroche la médaille d'argent des Jeux panaméricains avant de terminer au pied du podium des Championnats du monde de Paris-St-Denis avec le temps de 13 s 34.
En 2004, à l'occasion des sélections olympiques américaines de Sacramento, Larry Wade est contrôlé positif à la nandrostérone. Il est suspendu deux ans par l'IAAF, du 12 juillet 2004 au 11 juillet 2006.
En 2008, Larry Wade devient entraineur d'athlétisme de l'Université d'État de San Diego.

## Palmarès
| Date | Compétition           | Lieu           | Résultat | Performance |
| ---- | --------------------- | -------------- | -------- | ----------- |
| 1999 | Finale du Grand Prix  | Munich         | 3e       |             |
| 2001 | Finale du Grand Prix  | Melbourne      | 8e       |             |
| 2003 | Championnats du monde | Paris          | 4e       |             |
| 2003 | Jeux panaméricains    | Saint-Domingue | 2e       |             |
| 2003 | Finale mondiale       | Monaco         | 8e       |             |